# Кайтхал
Ка́йтхал (англ. Kaithal, хинди कैथल) — город на севере Индии, в штате Харьяна, административный центр одноимённого округа.

## История
Согласно легенде, город был основан Юдхиштхирой, героем древнеиндийского эпоса «Махабхарата».

## География
Город находится в северной части Харьяны, на высоте 219 метров над уровнем моря.
Кайтхал расположен на расстоянии приблизительно 100 километров к юго-юго-западу (SSW) от Чандигарха, административного центра штата и на расстоянии 117 километров к северо-северо-западу (NNW) от Нью-Дели, столицы страны.

## Демография
По данным официальной переписи 2011 года численность населения города составляла 144 633 человек, из которых мужчины составляли 53 %, женщины — соответственно 47 %. Уровень грамотности взрослого населения составлял 71,44 %. Уровень грамотности среди мужчин составлял 77,18 %, среди женщин — 64,97 %. 11,5 % населения составляли дети до 6 лет.

## Экономика и транспорт
На территории города расположены хлопкоочистительные предприятия, а также предприятия по производству селитры, изделий из металла и др.

Сообщение Кайтхала с другими городами Индии осуществляется посредством железнодорожного и автомобильного транспорта. Ближайший аэропорт расположен в городе Патиала.